# John Moody
John Moody (født 21. februar 1983 i Whangarei) er en newzealandsk badmintonspiller. Han har ingen større internationale mesterskabs titler, men kvalificerede sig til VM i 2005 og 2006, hvor han tabte i første og anden runde. Moody var udtaget til at repræsentere New Zealand ved sommer-OL 2008, hvor han røg ud i anden runde mod Chen Jin fra Kina.